# Hic et nunc
Hic et nunc é uma expressão latina que significa literalmente "aqui e agora". Ela faz parte do Existencialismo, uma doutrina da filosofia que tem ênfase na liberdade das pessoas, ao mesmo tempo em que ressalta a responsabilidade de cada um. Para a filosofia existencialista o homem é responsável pelos seus atos, portanto, se ele quer algo para “agora ou nunca”, ele terá que arcar com as consequências, independente se forem boas ou ruins. Sintetiza a filosofia existencialista, em que o Homem é considerado na fragilidade da sua condição finita, a qual se manifesta exatamente na individualidade do Homem presente em um tempo nunc e um espaço hic finitos (cf. Idealismo), o que constitui a causa da infelicidade humana.
Hic et nunc designa assim o imediatismo, a recusa da espera, da paciência, do desvio e da frustração. Hic et nunc é o lema do desejo imperativo de satisfação.
Sou eu o “hic et nunc” em que se apóia toda a realidade objetiva. E por mais despojada que ela seja, meu conhecimento fica sempre ligado a meu ponto de vista. Por mais que eu queira deixar de ser o centro, nunca posso colocar-me do ponto de vista de Sírius, que seria o único e o verdadeiro. (Karl Jaspers, segundo Mikel Dufrenne e Paul Ricoeur em Karl Jaspers et la Philosophie de l’Existence. Paris: Editions du Seuil. Excerto de um trecho publicado na Folha de S.Paulo, 16 abril 1978).
Para Walter Benjamin o original de uma obra de arte é dotado de um hic et nunc, um "aqui e agora" que garante sua autenticidade. O fato de que tenha sido produzido apenas um exemplar, num momento específico, em um lugar e uma circunstância única e por um autor específico, acaba por fazer com que o público atribua ao objeto uma aura — … a única aparição de uma realidade longínqua, por mais próxima que esteja. Inatingível, a obra de arte torna-se objeto de contemplação e sacralização, à maneira dos ícones religiosos.